# Conacul Filipescu Drăjneanu
Conacul Filipescu Drăjneanu este un monument istoric aflat pe teritoriul satului Drajna de Jos, comuna Drajna.